# Rejon bujnakski
Rejon bujnakski (ros. Буйнакский район, kum. Темирхан-шура якъ, Бойнакъ якъ) – jednostka administracyjna wchodząca w skład Dagestanu w Rosji.
Centrum administracyjnym rejonu jest miasto Bujnaksk, nie wchodzące w jego skład.

## Geografia
Powierzchnia rejonu wynosi 1842,09 km² i znajduje się on w centralnej części Dagestanu. Graniczy z siedmioma innymi rejonami wchodzącymi w skład Dagestanu.
Przez rejon przepływa rzeka Sułak.

## Demografia
W 2021 roku rejon zamieszkiwały 84 132 osoby.
Grypy etniczne i narodowości w 2021 roku (bez miasta Bujnaksk):
- Kumycy – 51 396 (61,09%)
- Awarowie – 20 177 (23,98%)
- Dargijczycy – 9 825 (11,68%)
- inny – 1 932 (2,30%)
- nie wskazano – 802 (0,95%)